# The Paris Concert : Edition One
Albums de Bill Evans
Live in Buenos Aires. 2 & 3 The Paris Concert : Edition Two
The Paris Concert : Edition One est un album du pianiste de jazz Bill Evans enregistré en 1979 et édité en 1983.

## Historique
Les titres qui composent cet album ont été enregistrés en public par Radio France à l’Espace Pierre Cardin (Paris), le 26 novembre 1979.
Cet album, produit par Helen Keane, fut publié pour la première fois en 1983 par le label Elektra Musician (E1 60164).
On trouvera d’autres titres provenant du même concert sur le disque The Paris Concert : Edition Two.
La photo de couverture est Ile de la Cité (1952) d'Henri Cartier-Bresson.

## Titres de l’album
| No | Titre                                                | Auteur                                                        | Durée |
| -- | ---------------------------------------------------- | ------------------------------------------------------------- | ----- |
| 1. | I Do It For Your Love                                | Paul Simon                                                    | 6:18  |
| 2. | Quiet Now                                            | Denny Zeitlin (en)                                            | 5:55  |
| 3. | My Romance                                           | Richard Rogers, Lorenz Hart                                   | 9:17  |
| 4. | I Love You Porgy                                     | George & Ira Gershwin, Dubose Heyward                         | 7:03  |
| 5. | Up With The Lark                                     | Leo Robin, Jerome Kern                                        | 6:41  |
| 6. | All Mine (Minha)                                     | Francis Hime                                                  | 4:05  |
| 7. | Beautiful Love                                       | Victor Young, Wayne King, Haven Gillespie, Egbert Van Alstyne | 9:24  |
| 8. | Extrait d'une conversation entre Bill et Harry Evans |                                                               | 1:45  |

## Personnel
- Bill Evans : piano
- Marc Johnson : contrebasse
- Joe LaBarbera : batterie

## Note
1. ↑  D'autres sources, dont les liner notes de The Paris Concert : Edition Two, donnent comme lieu la Maison de l’O.R.T.F., devenue Maison de Radio France. Cette information est erronée. De même, il n'y a jamais eu deux concerts ce jour-là, mais un seul de deux heures avec entracte
2. ↑  Étrangement ce disque « posthume » fut le premier édité présentant le « dernier trio » de Bill Evans. C'est le pianiste et animateur radio Henri Renaud qui a informé Bruce Lundvall, directeur de l'éphémère label Elektra Musician, de l'existence de ces bandes. Renaud et Lundvall ont alors contacté Helene Keane pour finaliser l'édition des deux disques
3. ↑  extrait de The universal mind of Bill Evans, un film documentaire de 1966, réalisé pour l'émission du pianiste et critique Steve Allen.